# Radcliffe Camera
La Radcliffe Camera, surnommée Rad Cam ou Radders, est une bibliothèque située au centre d'Oxford, au Royaume-Uni. Elle fut dessinée par l'architecte James Gibbs (1682-1754), également auteur de l'église St Martin-in-the-Fields à Londres. Gibbs adopta le style palladien anglais et s'inspira des plans initiaux de Nicholas Hawksmoor, notamment pour la forme circulaire de l'ensemble. Le bâtiment fut édifié entre 1737 et 1749. Il sert aujourd'hui d'annexe à la Bodleian Library.
Le mot latin camera signifie « chambre ».

## Histoire
John Radcliffe (1652-1714), ancien élève du University College (Oxford) et membre du Lincoln College, permit la création de la Radcliffe Camera. Médecin du roi et mécène, Radcliffe est à l'origine de la construction de plusieurs bâtiments à Oxford, incluant l'observatoire Radcliffe et l'infirmerie Radcliffe, premier hôpital d'Oxford. Ayant étudié à Oxford depuis l’âge de 13 ans, il choisit cet endroit pour y faire construire une bibliothèque éponyme. Il voulait qu’elle soit dans la partie centrale d’Oxford, bien qu’il y ait eu à l’époque des jardins du Collège Brasenose et même des résidences occupées par des employés de l’Université. La bibliothèque a pour vocation d’accueillir la Bibliothèque scientifique Radcliffe.
Dès 1712, Radcliffe annonça ses intentions de financer la construction d’une bibliothèque à Oxford. Le lieu de son emplacement fit l’objet de discussions et on suggéra que le nouveau bâtiment devienne une extension de la bibliothèque Bodléienne, allant de l’aile ouest de la bibliothèque Duke Humfrey (Selden End) jusqu’au jardin près d’Exeter College. Or, cette proposition ne fut pas jugée acceptable par les membres de personnel de l’université. John Radcliffe mourut le 13 septembre 1714 et fit un legs de 40 000 £ pour la fondation de la bibliothèque. Cette somme devait être accessible en 10 versements annuels suivant le décès de ses deux sœurs, Millicent Radcliffe et Hannah Redshaw. Millicent mourut en 1715, mais Hannah vécut jusqu’en 1736. Malgré cela, les exécuteurs testamentaires de Radcliffe planifièrent la construction de la bibliothèque dès les années qui suivirent le décès du docteur. Comme le site près d'Exeter College n’était plus envisagé, ils choisirent finalement un lieu qui devint finalement le carré Radcliffe (Radcliffe Square). Le décès de Hannah libéra les fonds nécessaires au projet.
Plusieurs architectes ont été consultés pour la conception des plans, mais seulement deux se sont investis dans l'édification de la Radcliffe Library :  Nicholas Hawksmoor et James Gibbs. La bibliothèque a été bâtie d’après les plans de Hawksmoor. Il avait également créé un espace urbain près de l’édifice, le carré Radcliffe (Radcliffe square).Toutefois, ce dernier mourut le 25 mars 1736, avant que le terrain soit acquis. Gibbs fut alors nommé architecte en chef et reçut un salaire de 100 £ par année durant la construction de l’édifice. Le 4 mars 1737, Gibbs et ses maçons, Francis Smith et William Townesend, rencontrèrent les exécuteurs testamentaires et des instructions furent émises pour préparer les pierres et le matériel nécessaire à la construction. La première pierre de la fondation fut posée le 17 mai 1737.
Gibbs supervisa les travaux et ajouta quelques modifications aux plans de style classique de Hawksmoor, notamment les accents baroques. Le livre de construction (Building Book) et les registres des procès-verbaux tenus par les administrateurs ont été conservés. Ils contiennent des informations détaillées sur l’évolution du bâtiment ainsi que sur les artisans ayant participé à sa création. Ces documents complètent les informations fournies par l’ouvrage de Gibbs, Bibliotheca Radcliviana, qui présente plusieurs descriptions, plans, montants, sections et ornements de la bibliothèque Radcliffe.
Radcliffe Caméra est la première bibliothèque circulaire d’Angleterre. Sa construction fut achevée en 1749 et son ouverture officielle eu lieu le 13 avril 1749, accompagnée d’une semaine de célébration coûtant prétendument 20,000 £. Dans son testament, conservé au musée d’Ashmolean, John Radcliffe avait prévu des sommes annuelles de 150 £ pour le salaire du bibliothécaire et 100 £ pour l’achat de nouveaux livres. Il stipule:  
And will that my executors pay forty thousand pounds in the terme of ten years, by yearly payments of four thousand pounds, the first payment thereof to begin and be made after the decease of my said two sisters for the building a library in Oxford and the purchaseing the houses  between St Maries and the scholes in Catstreet where I intend the Library to be built, and when the said Library is built I give one hundred and fifty pounds per annum for ever to the Library Keeper thereof for the time being and one hundred pounds a year per annum for ever for buying books for the same Library.
En 1748, Francis Wise fut élu premier bibliothécaire de la bibliothèque Radcliffe en 1748 et Pudsey Mussendine devint le premier gardien du bâtiment. Jusqu’en 1834, l’entièreté du personnel de la bibliothèque était composée de deux personnes. En 1767, le bibliothécaire Benjamin Kennicott remplaça Wise lorsque ce dernier mourut. L’intendance de Kennicott se distingua par son acquisition de plusieurs documents importants. Il les ajouta à la collection de la bibliothèque, qui était peu fournie. Il acquit notamment la bible de Kennicott (Kennicott Bible) en 1771. En 1763, Thomas Hornsby prit les fonctions de bibliothécaire, suivi par George Williams en 1810. Sous la gouvernance de Williams, la bibliothèque Radcliffe connut une véritable renaissance. Il travailla sur un catalogue pour la bibliothèque, et participa activement à l’acquisition d’une collection centrée sur les sciences. Peu après sa nomination, un comité fut créé pour acheter de nouveaux livres qui porteraient plus précisément sur la médecine et l’histoire naturelle. Bien que William compléta le catalogue de la bibliothèque en 1832, il mourut avant que ce dernier soit prêt à être publié. C’est ensuite à John Kidd que revint la position de bibliothécaire et il produisit son propre catalogue en ajoutant les notes de Williams en référence. Son ouvrage fut publié en 1835. Les efforts fournis par Williams et Kidd portèrent leurs fruits, car la collection de la bibliothèque grandit et on décida d’installer de nombreuses étagères pour les livres. En 1851, Henry Acland devint le bibliothécaire de la Radcliffe et apporta plusieurs modifications structurelles. En effet, il créa une nouvelle salle de lecture, participa à l’amélioration de l’éclairage, du chauffage et contribua à l’installation d’un système d’eau chaude. Acland jugea que le budget alloué pour l’acquisition des livres était insuffisant et présenta une proposition détaillée visant à placer la bibliothèque sous la direction de l’université.
La bibliothèque Radcliffe est très peu utilisée jusqu’à son intégration à la bibliothèque Bodléienne en 1861. Le 27 janvier 1862, elle est renommée la Radcliffe Camera. À partir de ce moment, le fonds de la bibliothèque scientifique Radcliffe a été transféré dans un autre bâtiment et depuis, la bibliothèque est fréquentée principalement pour ses salles de lecture.
Ses salles de lecture abritent désormais des ouvrages de littérature, d'histoire et de théologie. Elle offre assez d'espace pour contenir 600 000 volumes. La Radcliffe Camera, considérée comme le « cœur d’Oxford » par la communauté étudiante, n’est pas ouverte au public. Il est toutefois possible d’y accéder par les visites organisées de la bibliothèque Bodléienne.

## Architecture

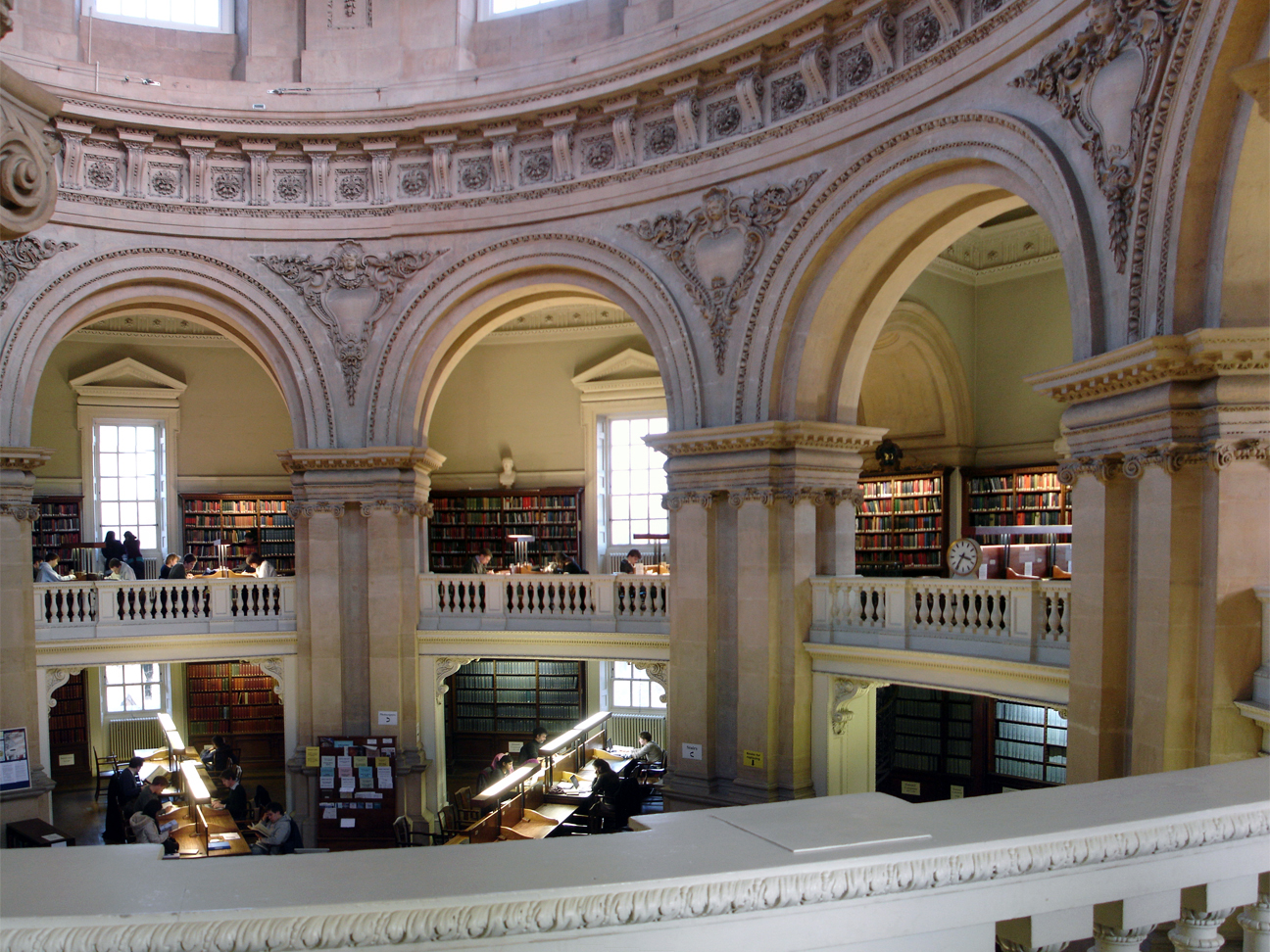
Intérieur

L’intérieur du bâtiment est divisé en trois parties principales : Lower Camera, Upper Camera et Gladstone Link.

## Services
La bibliothèque Radcliffe Camera est accessible à tous les membres de l’Université d’Oxford et les détenteurs d’une carte de la bibliothèque Bodléienne. Elle offre gratuitement l'internet sans fil et met à disposition plusieurs salles de lectures, des imprimantes, des photocopieurs numériques, des postes d’ordinateurs, des chutes à livres, des bureaux ajustables et du matériel de lecture (lampe, loupe, etc.). Il est possible d’emprunter des documents, de les réserver ou les faire livrer, lorsque ceux-ci ne sont pas disponibles sur les tablettes.
La faculté d’histoire de la bibliothèque offre également un service d’accompagnement, donné par un ou un bibliothécaire spécialisé(e) en histoire, pour des questions plus complexes ou des recherches reliées à l’histoire. Ils proposent également des sessions de formation destinées aux étudiants et au personnel de l’université, afin que ces derniers développent leurs compétences en recherche.

## Postérité

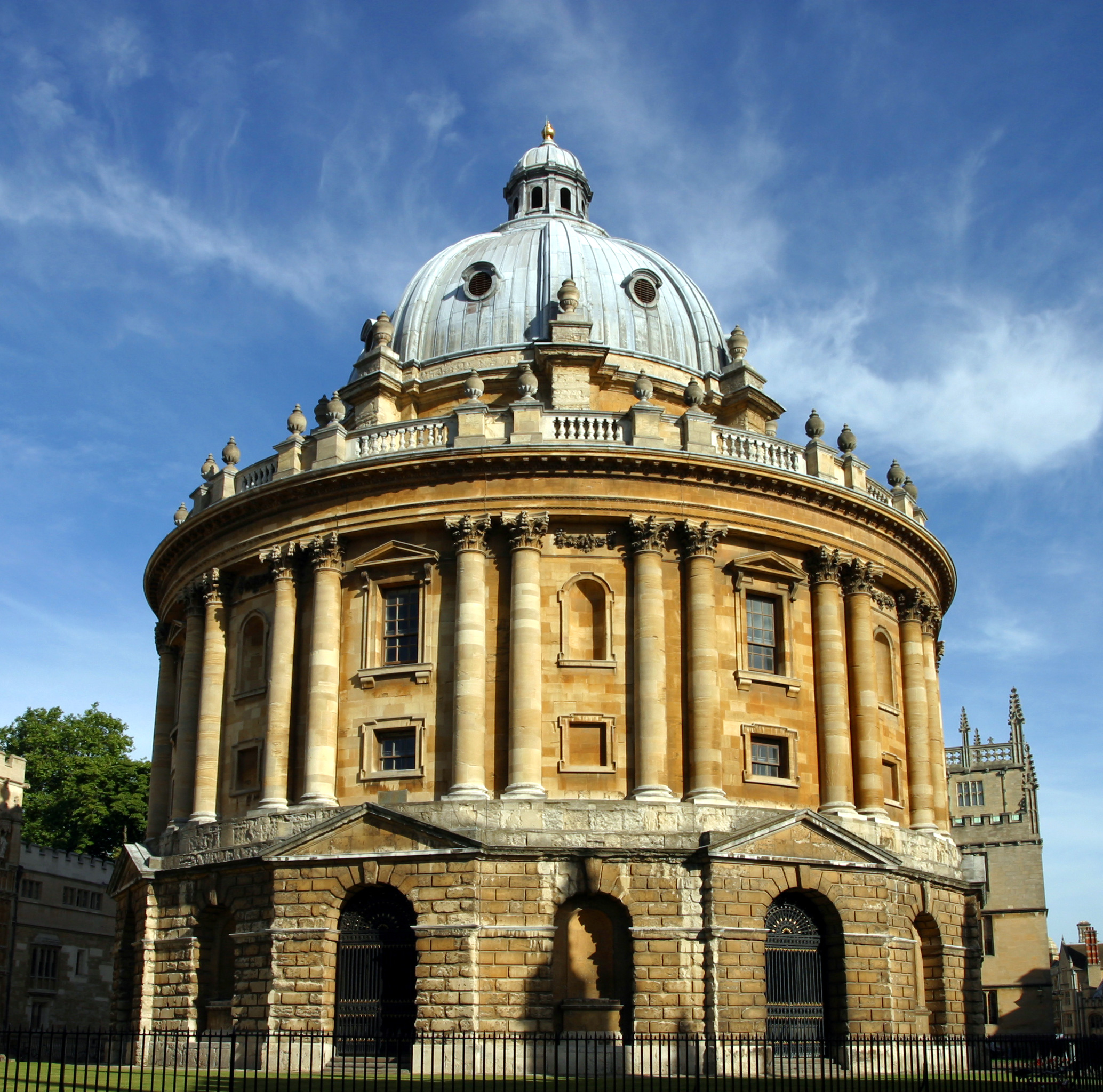
Radcliffe Camera depuis Radcliffe Square

Au fil du temps, la bibliothèque Radcliffe camera c’est fait une place au sein de la culture populaire. Un jour, J. R. R. Tolkien, l'auteur du Seigneur des anneaux, remarqua qu'elle ressemblait au temple de Sauron dédié à  Morgoth, situé sur l'île de Númenor.[source insuffisante] Elle figure également dans The Notion Club Papers, un texte inachevé de Tolkien.
Elle apparaît dans plusieurs films : Le Secret de la pyramide (1985), Opium Wars (Yapian zhanzheng) (1997), Le Saint (1997), Le Violon rouge (1998), À la croisée des mondes : la boussole d'or (2007). On la voit aussi dans les séries télévisées Inspecteur Morse et Inspecteur Lewis. De plus, l’histoire du livre Le Cœur et la Raison (1935), écrit par Dorothy L. Sayers, prend place à Oxford et l’une des plus importantes conversations entre Lord Peter Wimsey et Harriet Vane a lieu sur le toit circulaire à balustrade de la bibliothèque Radcliffe Camera.

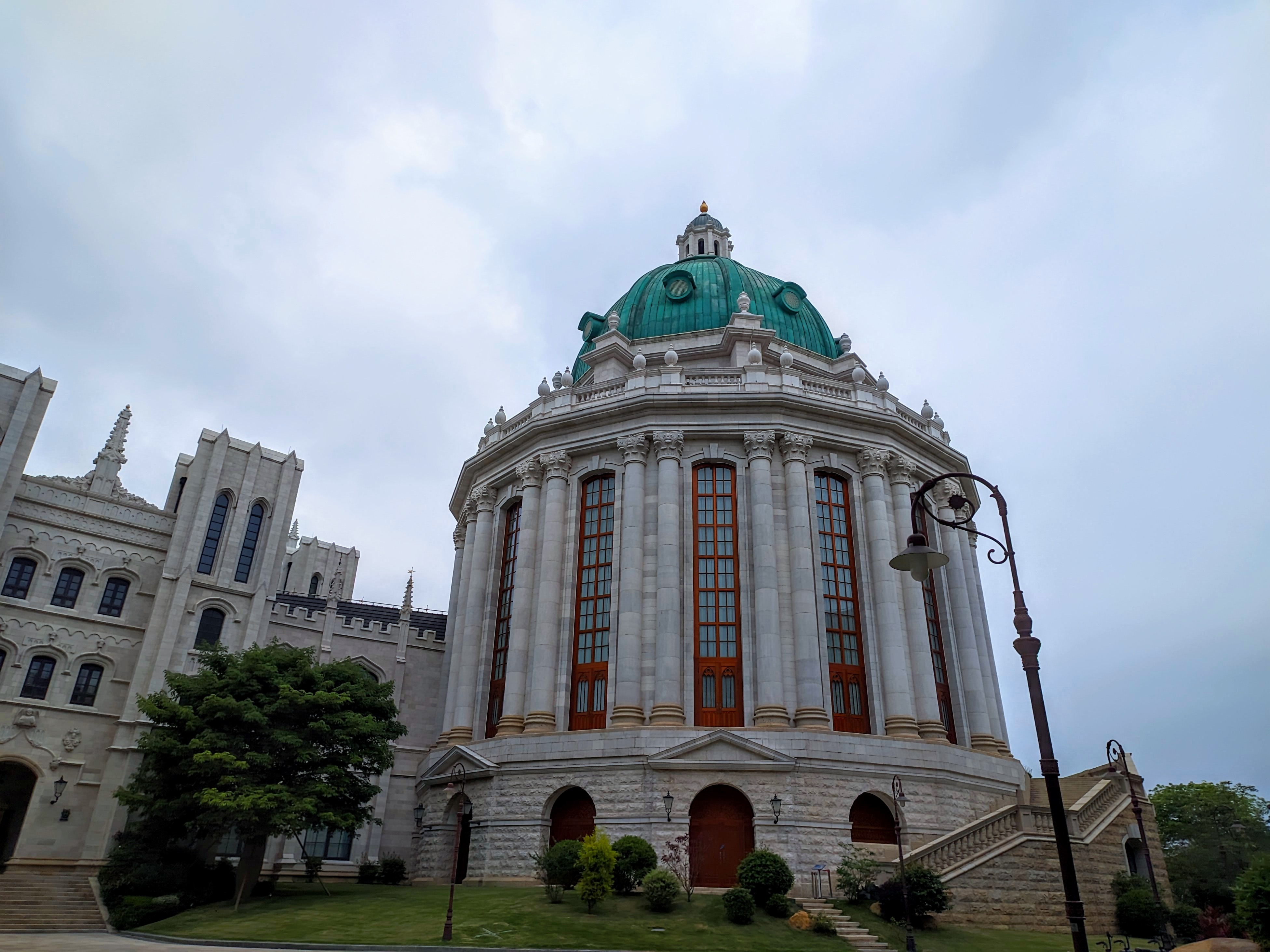
Copie sur le Campus Huawei Ox Horn (Chine).

En Chine, une copie a été érigée sur le Campus Huawei Ox Horn.